# The Staple Singers
The Staple Singers foi um grupo estadunidense de cantores de gospel, soul e R&B. Roebuck "Pops" Staples (1914 - 2000), o patriarca da família, formou o grupo com suas filhas Cleotha (nascida em 1934), Pervis (1935), Yvonne (1936) e Mavis (1939). Eles são mais conhecidos por seus sucessos da década de 1970 "I'll Take You There", "Respect Yourself" e "Let's Do It Again".

## Discografia

### Estúdio
- 1959 Uncloudy Day
- 1961 Swing Low Sweet Chariot
- 1962 Hammer and Nails
- 1962 Swing Low
- 1962 The 25th Day of December
- 1963 Gamblin' Man
- 1964 This Little Light
- 1965 Amen!
- 1965 Freedom Highway
- 1967 For What It's Worth
- 1968 Soul Folk in Action
- 1969 Will the Circle Be Unbroken
- 1970 Landlord
- 1970 We'll Get Over
- 1971 The Staple Swingers
- 1972 Be Altitude: Respect Yourself
- 1973 Be What You Are
- 1974 City in the Sky
- 1975 Let's Do It Again
- 1976 Pass It On
- 1977 Family Tree
- 1978 Unlock Your Mind
- 1981 Hold on to Your Dream
- 1981 This Time Around
- 1984 Turning Point
- 1985 The Staple Singers

### Coletâneas
- 1990 The Best of the Staple Singers
- 2004 The Ultimate Staple Singers: A Family Affair